# Lili Dujourie
Lili Dujourie (* 1941 in Roeselare) ist eine belgische Künstlerin, die mit Mitteln der Videokunst und Installation arbeitet, aber auch Papiercollagen und Skulpturen schafft.

## Leben und Werk
In den 1960er Jahren wurden ihre Arbeiten zur Feministischen Kunst gezählt. 1989/1990 lebte Lili Dujourie als Stipendiatin des Künstlerprogramms des DAAD in Berlin.
Dujourie lebt und arbeitet in Gent.

## Ausstellungen

### Einzelausstellungen (Auswahl)
- 2014: Lili Dujourie, Leopold-Hoesch-Museum, Düren, kuratiert von Renate Goldmann
- 2005: Lili Dujourie, Jeux de Dames, BOZAR, Brüssel[3]
- 2003: Lili Dujourie, Videos 1972–1981, Badischer Kunstverein, Karlsruhe. Gezeigt wurden 14 frühe Videofilme in Schwarz-Weiß und ohne Ton, die am ARGOS Zentrum für audio-visuelle Künste in Brüssel restauriert und digitalisiert wurden.[4]
- 1998: Lili Dujourie, Frühe Werke 1969–1983, Kunstverein München.[5]
- 1996: Lili Dujourie, Ormeau Baths Gallery, Belfast.
- 1996: Lili Dujourie, Douglas Hyde Gallery, Dublin.
- 1991: Lili Dujourie, DAAD-Galerie, Berlin.
- 1989: Lili Dujourie, Bonner Kunstverein.[6]
- 1988: Lili Dujourie, De Appel, Amsterdam. Erste Einzelausstellung in den Niederlanden.[7]

### Teilnahme an Gruppenausstellungen (Auswahl)
- 2007: documenta 12, Kassel.[8]